# جهنمية بيروفية
الجهنمية البيروفية (الاسم العلمي: Bougainvillea peruviana) هي نوع من النباتات يتبع جنس الجهنمية من الفصيلة الشبية.